# سون ریدرر
سون ریدرر (انگلیسی: Sven Riederer؛  – ) ورزشکار دو و میدانی اهل سوئیس بود.
وی در مسابقات کشوری و بین‌المللی در مجموع برندهٔ ۱ مدال نقره، ۱ مدال برنز شده‌است.